# رجوری
رجوری (به انگلیسی: Rajouri) یک منطقهٔ مسکونی در هند است که در بخش راجوری واقع شده‌است. رجوری ۴۱٬۵۵۲ نفر جمعیت دارد و ۹۱۵ متر بالاتر از سطح دریا واقع شده‌است.